# 查尔斯·奥斯汀·加德纳
查尔斯·奥斯汀·加德纳（Charles Austin Gardner，1896年1月6日—1970年2月24日）为西澳大利亚植物学家。